# Jean-Luc Godard

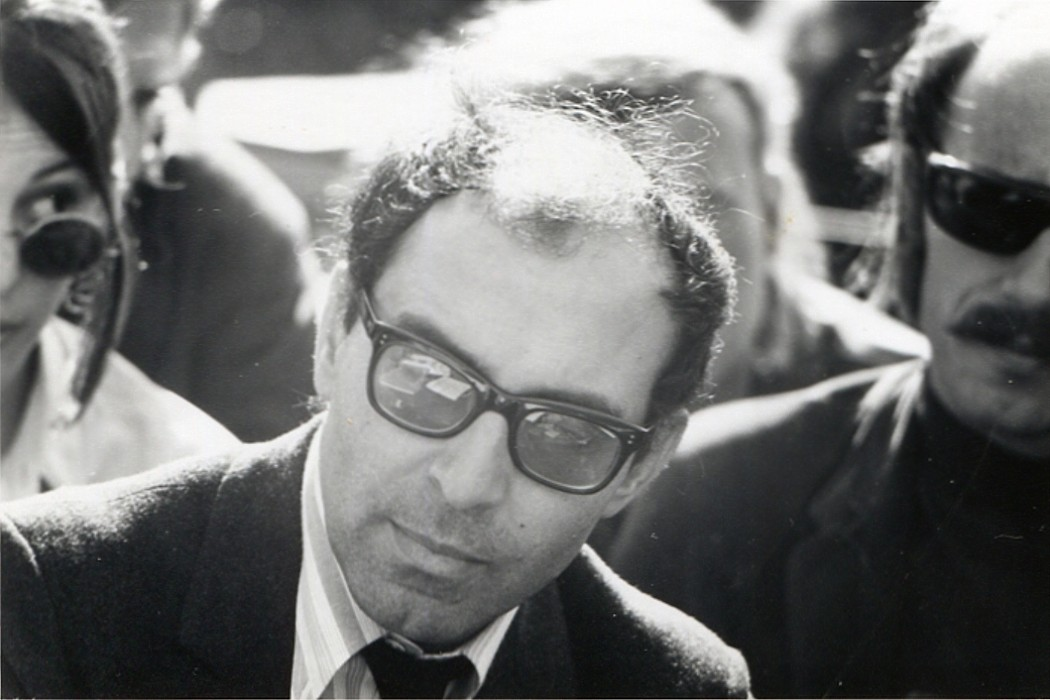
Jean-Luc Godard in Berkeley, 1968

Jean-Luc Godard, gelegentlich verwendetes Pseudonym Hans Lucas (* 3. Dezember 1930 in Paris; † 13. September 2022 in Rolle, Schweiz), war ein französisch-schweizerischer Regisseur und Drehbuchautor. Er wird von Kritikern zu den einflussreichsten Filmregisseuren der Filmgeschichte gerechnet und prägte mit innovativen, gesellschaftskritischen Filmen wie Außer Atem, Die Verachtung und Elf Uhr nachts in den 1960er Jahren das Kino.

## Leben
Jean-Luc Godard entstammte großbürgerlichen Verhältnissen: Sein Vater, ein Schweizer, war Augenarzt und Inhaber einer Privatklinik im waadtländischen Nyon; seine Mutter kam aus einer reichen französisch-protestantischen Familie. Die Ehe der Eltern wurde 1948 geschieden; sechs Jahre später kam seine Mutter bei einem Verkehrsunfall ums Leben. Godard wuchs mit drei Geschwistern in Nyon auf. Er war ein Cousin des früheren peruanischen Präsidenten Pedro Pablo Kuczynski. Die Großeltern kollaborierten während des Zweiten Weltkriegs mit dem Vichy-Regime. Godard, der ursprünglich nur die französische Staatsbürgerschaft besaß, wurde 1953 Bürger von Gland im Kanton Waadt (anderen Angaben zufolge 1940). Dazu sagte er: „Im Geiste bin ich sehr französisch, ich bin ja in Frankreich geboren. Und meinen Schweizer Pass habe ich gekauft, als ich 21 Jahre alt war. Das heisst, ich habe bezahlt dafür. Ich fühle mich nicht als Schweizer. Ich kenne mich auch überhaupt nicht aus in der Geschichte der Schweiz.“

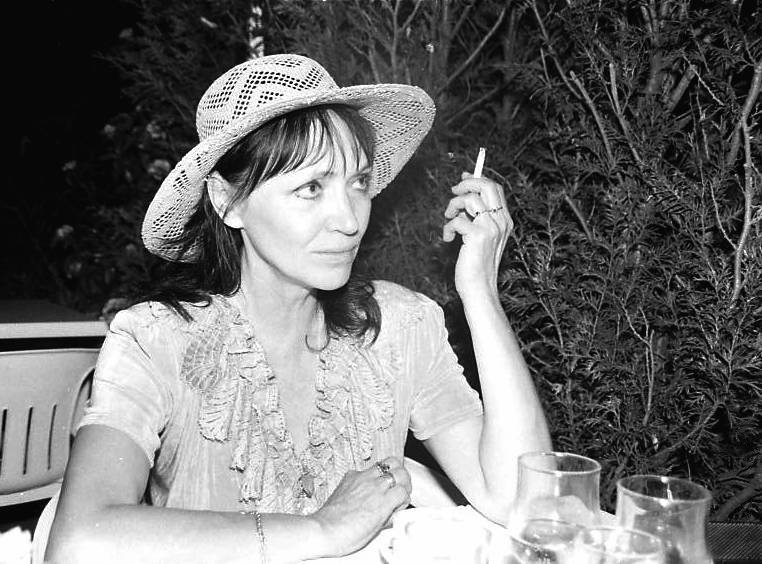
Anna Karina, erste Ehefrau von Jean-Luc Godard, 1994

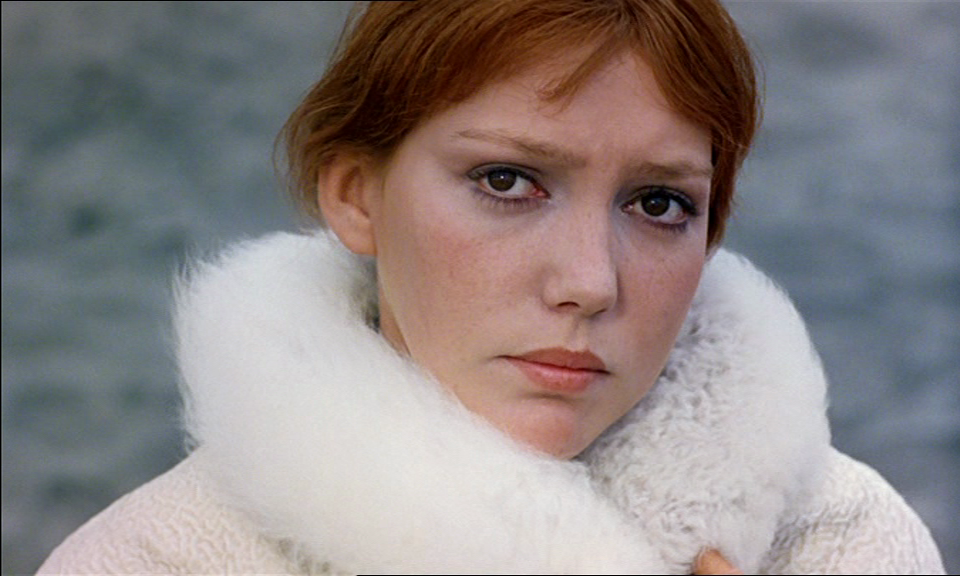
Anne Wiazemsky, zweite Ehefrau von Jean-Luc Godard, 1969

Godard besuchte zunächst die Schule in Nyon. Nach der Scheidung seiner Eltern übersiedelte er 1948 nach Paris und besuchte dort das Lycée Buffon. Das Abitur bestand er im dritten Anlauf. Im Jahr 1949 schrieb er sich an der Sorbonne zum Ethnologiestudium ein. Seine Freizeit verbrachte er in Filmkreisen und Kinos. Als er das Studium vernachlässigte, stellte sein Vater um 1950 die finanzielle Unterstützung des Sohnes ein. Daraufhin beging der junge Godard Ladendiebstähle und wurde ins Gefängnis eingesperrt. Später verdiente er seinen Lebensunterhalt mit Gelegenheitsarbeiten. Eine 1950/1951 unternommene Amerikareise machte ihn mit dem dortigen Kino vertraut, das er damals bewunderte.
Godard war von 1961 bis 1965 mit der Schauspielerin Anna Karina (1940–2019) und von 1967 bis 1979 mit Anne Wiazemsky (1947–2017) verheiratet. Beide spielten in mehreren seiner Filme. Ab circa 1974 lebte und arbeitete er mit der Schweizer Filmemacherin Anne-Marie Miéville zusammen.
Nach einem schweren Motorradunfall im Jahr 1971 zog sich Godard in die Schweiz zurück. Etwa ab 1980 lebte er in der Kleinstadt Rolle am Nordufer des Genfersees.
Er starb im September 2022 im Alter von 91 Jahren in der Schweiz durch assistierten Suizid.

## Werk

### Filmkritiker
In seiner Studienzeit kam Godard mit einem Pariser Filmclub in Kontakt, dem „Ciné-club du Quartier Latin“, und fand Zugang zu einer Gruppe, der auch François Truffaut, Jacques Rivette und Éric Rohmer angehörten. Als André Bazin, Lo Duca und Jacques Doniol-Valcroze 1951 die Filmzeitschrift Cahiers du cinéma gründeten, gehörte Godard neben Rivette und Rohmer bald zu ihren Autoren der ersten Jahre, gelegentlich unter dem Pseudonym Hans Lucas. Im Jahr zuvor hatte er mit Rohmer und Rivette eine eigene Filmzeitschrift gegründet, die Gazette du cinéma, die jedoch nach fünf Ausgaben eingestellt wurde. Er bezeichnete diese Phase seines Lebens als äußerst wichtig für sein späteres filmisches Schaffen, so u. a. bereits Ende 1962 in einem Gespräch mit den Cahiers du cinéma, als sein Film Vivre sa vie (Die Geschichte der Nana S.) gerade angelaufen war: „Zwischen Schreiben und Drehen gibt es nur einen quantitativen, nicht einen qualitativen Unterschied.“ Wie Truffaut gehört er zu den Regisseuren der Nouvelle Vague, die ihre Filme mit konzeptionellen Schriften begleitet haben. Darin beruft er sich unter anderem auf die Regisseure Carl Theodor Dreyer und Friedrich Wilhelm Murnau sowie auf den Schriftsteller Fjodor Dostojewski.
Godard, Ende 1962, rückblickend auf die Zeit als Filmkritiker:

„Die Zeit, die Arbeit als Filmkritiker lehrte uns, dass man sowohl Rouch als auch Eisenstein wertschätzen kann. Ihr verdanken wir die Einsicht, nicht einen Aspekt des Kinos im Namen eines anderen auszuschließen. […] Wir sind die ersten Cinéasten, die wissen, dass Griffith existiert.“

### Kurzfilme
Nach einem fehlgeschlagenen Versuch drehte er 1954 seinen ersten eigenen Film, Opération Béton, der über den Bau der Staumauer Grande Dixence in der Schweiz berichtete. Godard selbst arbeitete dort als Telefonist auf der Baustelle, um seine Finanzen aufzubessern. Der Film wurde nachträglich von der Betreiberfirma des Staudamms gekauft. Kritiker bezeichneten ihn zwar als uninspiriert und oberflächlich, doch ermöglichte er dem jungen Drehbuchautor und Regisseur den Start seiner Karriere. Zwischen 1955 und 1958 drehte er vier weitere Kurzfilme, von denen einige Vorgriffe auf seinen ersten Kinofilm, Außer Atem, enthielten. Zur selben Zeit arbeitete er als Filmeditor an Dokumentarfilmen, eine Arbeit, bei der er sich stark der Montage-Ästhetik des klassischen Spielfilms bediente.

### Nouvelle Vague
Mit dem 1960 erschienenen Spielfilm Außer Atem (französischer Originaltitel: À bout de souffle), etablierte sich Godard als Spielfilmregisseur. Auch seinem Hauptdarsteller Jean-Paul Belmondo verhalf der Film zum Durchbruch. Während der Dreharbeiten, die vier Wochen dauerten, ging Godard häufig intuitiv vor und nahm sich auch tagelange Pausen. Der ganze Film ist mit einer Handkamera gedreht. Zudem wurde nur minimal beleuchtet, und Raoul Coutard, der Kameramann, verwendete Stilmittel, die für jene Zeit unkonventionell waren, Achsensprünge und -verschiebungen. Außer Atem gilt als der erste Film, bei dessen Schnitt mit sogenannten Jump Cuts gearbeitet wurde. Godard selbst spielt in einer kleinen Nebenrolle einen Passanten.
Sein zweiter Film sorgte nicht nur künstlerisch, sondern vor allem politisch für Aufsehen. Der kleine Soldat (Le petit soldat) spiegelt die Brutalität wider, mit der die französische Armee die algerische Unabhängigkeitsbewegung bekämpfte. Der Film wurde von der Zensur verboten und durfte in Frankreich zwei Jahre lang nicht aufgeführt werden, da er die Jugend davon abhalten könne, in Algerien ihren Militärdienst zu leisten. Erst nachdem Godard alle Namen in den im Film verwendeten Radionachrichten sowie alle abgebildeten Zeitungsmeldungen gelöscht hatte, erhielt er die Freigabe für Frankreich. 
Bis zum Ende der 1960er Jahre war Godard überaus produktiv – in fast jedem Jahr entstanden zwei oder drei Filme, Kurzfilme nicht einmal mitgezählt. Mitte des Jahres 1966 drehte er Zwei oder drei Dinge, die ich von ihr weiß und Made in U.S.A. sogar zeitlich parallel. Er entfernte sich in diesen Werken immer weiter vom realistischen Erzählkino (etwa im Stile François Truffauts) hin zu einem experimentellen Umgang mit Musik, Schrifttafeln und zum Beispiel Beiträgen zum Vietnamkrieg, der in fast allen Filmen dieser Zeit Erwähnung fand. Weekend beispielsweise enthält eine der längsten Kamerafahrten der Filmgeschichte, die viermal durch Schrifttafeln unterbrochen wird. Der Hauptdarsteller des Films kämpft sich rücksichtslos durch einen Stau auf einer Landstraße, an dessen Ende Godard ein Blutbad inszeniert. Der Film ist Godards Reflexion seiner Zeit; er zeigt Hippies, die sich als Kannibalen entpuppen, brennende Fiktionsfiguren (entlehnt von Lewis Carroll) und zwei Afroamerikaner, die Malcolm X zitierend den Untergang der Konsumgesellschaft prophezeien. Am Ende erscheint statt „Fin“ (Ende) der Schlusstitel „Fin du cinéma“ (Ende des Kinos), der den Betrachter mit dem Abbild einer Welt ohne Perspektive zurücklässt.

### Radikale Gesellschaftskritik
Auch später, besonders nach 1968, provozierte Godard in seinen Filmen immer wieder mit radikaler Gesellschaftskritik. Mit Truffaut und Malle sowie osteuropäischen Filmemachern wie Miloš Forman und Roman Polanski hatte er 1968 für den Abbruch der Internationalen Filmfestspiele von Cannes gesorgt. Das Jahr ist kulturgeschichtlich gesehen von einschneidender Bedeutung, denn es kam zu den „événements de mai 68“, dem so genannten Pariser Mai, die Godard herausforderten. Nachdem er den Produzenten seines Films One plus One (auch: Sympathy for the Devil) geohrfeigt hatte, wurden seine Werke dem Kinopublikum nicht mehr über den Filmverleih zugänglich gemacht, was in beiderseitigem Einvernehmen geschah. Daher werden seine danach entstandenen Werke oft als die unsichtbaren Filme Godards bezeichnet. Gemeinsam mit dem sozialistischen Theoretiker und Althusser-Schüler Jean-Pierre Gorin gründete er die Groupe Dziga Vertov (benannt nach dem sowjetischen Filmemacher und Filmtheoretiker Dsiga Wertow), die dem kommerziellen Kino eine Absage erteilte und ihre Filme in den Dienst der Revolution stellte, insbesondere auch der „antizionistischen“ der Palästinenser. Aus Sicht dieser Gruppe konnte man das imperialistische Kino jener Zeit nicht mit dessen eigenen Waffen bekämpfen. Und da seit D. W. Griffith keine revolutionären Filme mehr hergestellt worden seien, müsse man auch die Grammatik und die Formen der Darstellung neu erfinden.
Im Jahr 1973 gründete Godard gemeinsam mit Anne-Marie Miéville die Firma Sonimage, die ihn von größeren Produktionsfirmen unabhängig machte und die Selbstverwaltung der Produktionsmittel ermöglichte. Ungefähr vier bis fünf Jahre später kam es zu einem Vertrag zwischen Sonimage und dem unabhängig gewordenen Mosambik. Die Regierung des Landes unter Samora Machel hatte sich mit der Bitte an Godard gewandt, das Land beim Aufbau seines ersten eigenen TV-Senders technisch und programmatisch zu unterstützen. Godard arbeitete in den folgenden Jahren vorwiegend mit Videotechnik und näherte sich einem dokumentarischen Stil. In den Jahren bis 1979 entstanden als Sonimage-Produktionen die Filme Ici et ailleurs (Hier und anderswo), Numéro 2 und Comment ça va? sowie die Fernsehreihen Six fois deux und France tour détour deux enfants.

### Neuanfang in den 1980ern
Mit dem 1980 in Cannes präsentierten Film Sauve qui peut (la vie) (Rette sich, wer kann (das Leben)) „kehrte [Godard] wieder zum ‚großen‘ Kino zurück“ – also zu einem Kino mit relativ hohen Produktionskosten, mit relativ großem technischen Stab, zuweilen mit international bekannten Schauspielern und zum – im weitesten Sinne – „erzählerischen Spielfilm“. Godard selbst wird zu Sauve qui peut (la vie) mit den Worten zitiert, dies sei sein „zweiter erster Film“. Die Rückkehr zum ‚großen‘ Kino setzte sich in den folgenden Jahren mit Filmen wie Passion (1982) und Prénom Carmen (Vorname Carmen, 1983) fort, ehe Godards Filme in der zweiten Hälfte der 1980er Jahre einem zunehmend collage-ähnlichem Verfahren folgten, das Ekkehard Knörer so beschrieben hat: „Godards Filme sind längst von einer radikalen Durchlässigkeit für eigentlich alles: Tagesrest, Mythos, Hollywood, Musik, Theorie, Malerei, Zitat-Artefakte aller Art.“

### Spätwerk
Godard beschäftigte sich unter anderem auch in einer Art Selbstreflexion mit seinen eigenen Werken, aber auch mit der Geschichte: Der Film Nouvelle Vague von 1990, dessen Titel auf die gleichnamige Phase des französischen Kinos anspielt, wird unter Berufung auf Godards eigene Äußerungen meist als eine Allegorie auf die Filmgeschichte angesehen. Sein bedeutendes Spätwerk, Histoire(s) du cinéma (1988–1998), besteht fast ausschließlich aus Fragmenten aus der Filmgeschichte und aus historischen Dokumentaraufnahmen. In seinem Film Deutschland Neu(n) Null machte er die Deutsche Wiedervereinigung zum Thema.
Godard war bis 2021 kontinuierlich filmisch tätig. Seine avantgardistischen Werke hatten es in der zunehmend von kommerziellen Multiplex-Kinos geprägten Kinolandschaft jedoch schwer, gezeigt zu werden. Auf Filmfestivals waren jedoch regelmäßig neue Arbeiten von ihm zu sehen.
Im Jahr 2024 wurde sein letzter Film Scénarios in die Sektion Cannes Classics des 77. Filmfestivals von Cannes eingeladen. Das 18-minütige zweiteilige Werk wurde nach genauen Vorgaben Godards von seinen Assistenten Fabrice Aragno und Jean-Paul Battaggia fertiggestellt, die letzte Einstellung des Films entstand einen Tag vor seinem assistierten Suizid.

## Godard und sein Stil

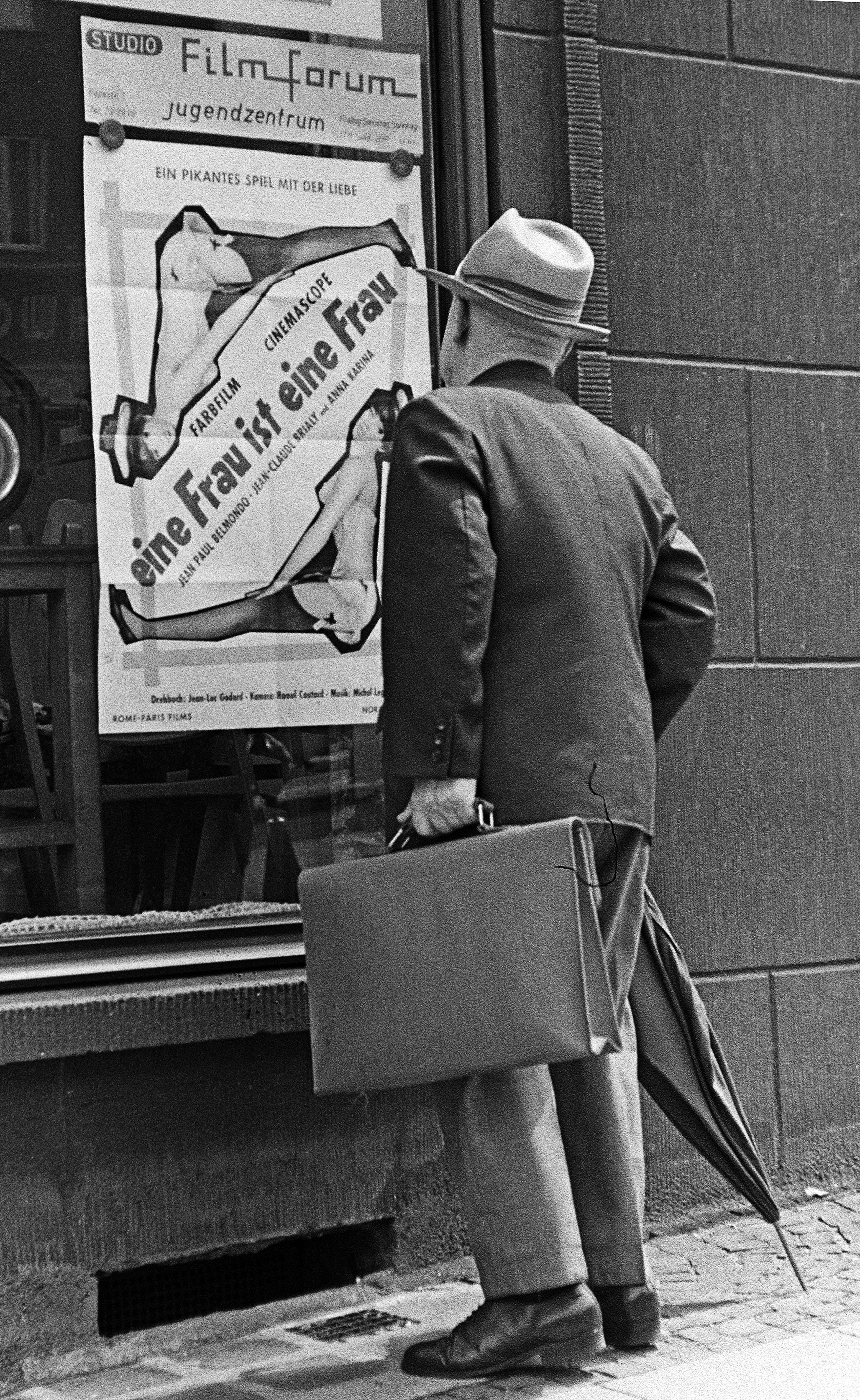
Plakatwerbung für Eine Frau ist eine Frau (1962)

Godard war einer der führenden Vertreter der Nouvelle Vague und der Auteur-Theorie. Seine Filme gelten als richtungsweisend. Sie sind durch ihre freie und experimentelle Form gekennzeichnet. Er widersetzte sich von Anfang an dem Stil des klassischen Hollywood-Kinos, indem er beispielsweise Dialoge nicht auf die herkömmliche Weise („Schuss und Gegenschuss“) filmte, sondern mit Kamerabewegungen und -positionen experimentierte. Seine Filme sind oft collagenhafte Abbilder der Realität. Godard verwendete häufig den Jump-Cut und experimentierte damit – als erster Regisseur überhaupt – in Außer Atem. Diese „Verstöße“ gegen das bis dahin Übliche sind heute kaum mehr wahrnehmbar, da sie mittlerweile selbst in einfachen Fernsehinterviews genutzt werden. Er durchbrach zum Teil die Filmrealität, indem er einerseits die Aufnahmemechanismen des Mediums offenbarte, andererseits dokumentarische Aspekte einarbeitete. So ließ er beispielsweise seine Figuren um ein Interview herum zu Wort kommen, etwa in Zwei oder drei Dinge, die ich von ihr weiß, oder verweigerte durch Aneinanderreihen nicht zusammen gehörender Bilder eine Kontinuität, die in kommerziellen Filmen eine realistische Umgebung suggeriert. Die Handlung wird, vor allem in seinen frühen Filmen, häufig unterbrochen von zum Beispiel plötzlich auftretenden Musikeinlagen, so in Pierrot le Fou, oder von abrupten, nicht weiter erklärten Schießereien, etwa in Masculin – Feminin oder: Die Kinder von Marx und Coca-Cola, entsprechend seinem Faible für amerikanische Genre-Filme, wobei er diesen selten mehr als einige Grundsituationen entnahm. Sein erklärtes Ziel war es, die durch Gewöhnung als natürlich angesehene Wahrnehmung von Film aufzulösen, um eine Analyse der eigenen, subjektiven Betrachtungsweise in den Mittelpunkt zu stellen. Häufig verwendete er in seinen Filmen Schrift, um sie auf bildhafte Qualitäten hin zu untersuchen, etwa in Eine Frau ist eine Frau.
Er setzte sich in vielen seiner Filme mit der Frage auseinander, in welcher Beziehung Sprache und Bild zueinander stehen, und suggerierte damit einerseits, dass die Sprache zwar niemals akkurat eine bildliche Handlung wiedergeben könne, andererseits traute er der Poesie der Bilder nicht („Wir versuchen, immer weniger Bilder zu zeigen und mehr Töne zu machen“). Er versuchte mit Hilfe der Sprache Kontrolle über die Bilder zu gewinnen. Nach 1967 sprach Godard nicht mehr vom Film an sich, sondern nur noch von Bildern und Tönen. Interessant war für ihn auch die Frage, warum gerade jene Worte oder Bilder benutzt werden, die benutzt werden, und nicht irgendwelche anderen. Er begab sich demnach auf die Suche nach den „richtigen“ Wörtern und Bildern und bot dem Zuschauer diesbezüglich in manchen seiner Filme mehrere Möglichkeiten an. Ständig stellte er die Wahrnehmung infrage und verwies auf ihren subjektiven, unsicheren Charakter. Er zeigte, wie begrenzt das sichere Wissen der Menschen über Gegenstände oder Personen jedweder Form ist. In Zwei oder drei Dinge, die ich von ihr weiß berief er sich auf Ludwig Wittgenstein. Dort ließ er seine Darstellerin sagen: „Die Grenzen der Sprache sind die Grenzen der Welt – meiner Sprache, meiner Welt.“
Das Kino Godards lässt sich nicht auf eine Stilrichtung festlegen, denn gerade seine qualitativ unterschiedlichen, sich teilweise widersprechenden Haltungen machen sein Gesamtwerk schwer fassbar. Wie ein Wissenschaftler war Godard immer auf der Suche nach der Wahrheit, die seiner Meinung nach mit den klassischen Mitteln der Filmerzählung höchstens vorübergehender Natur sein kann. Er bezog die Experimentalanordnung seiner Filme mit in die Bewertung des Ergebnisses ein („Ich ziehe es vor, etwas zu suchen, was ich nicht kenne, statt etwas, was ich kenne, besser zu machen.“) Ähnlich wie für Friedrich Schlegel („Nur das Unvollendete kann begriffen werden“) waren für Godard neue Ziele wichtiger als der zurückgelegte Weg. Immer wieder stellte er sich die Frage, wie das Wissen über die Technik des Filmens zu erlangen sei und in welcher Weise diese Technik die Realität darstellen könne.

## Zitate
- „Photographie, das ist die Wahrheit. Und der Film ist die Wahrheit 24 Mal in der Sekunde.“ (aus Der kleine Soldat)
- „Ich habe kein Visum für die USA und habe auch keine Lust, eines zu beantragen. Und ich will nicht so lange fliegen.“ (Im Jahr 2010 auf die Frage: „Zurück zum Oscar: Warum nehmen Sie nicht an der Verleihung teil?“)[30]

## Filmografie

### Als Regisseur (Auswahl)
- 1954: Opération Béton – Kurz-Dokumentarfilm
- 1956: Une femme coquette – Kurzfilm
- 1958: Charlotte und ihr Kerl (Charlotte et son Jules) – Kurzfilm
- 1959: Alle Jungen heißen Patrick (Tous les garçons s’appellent Patrick) – Kurzfilm
- 1960: Außer Atem (À bout de souffle)
- 1960: Der kleine Soldat (Le petit soldat)
- 1961: Eine Frau ist eine Frau (Une femme est une femme)
- 1961: Eine Geschichte des Wassers (Une histoire d’eau) gemeinsam mit François Truffaut
- 1962: Die Geschichte der Nana S. (Vivre sa vie)
- 1962: Die sieben Todsünden (Les sept péchés capitaux) – Episodenfilm, Episode: Die Trägheit (La Paresse)
- 1962: Die Karabinieri (Les Carabiniers)
- 1963: RoGoPaG – Episodenfilm, Episode: Le nouveau monde
- 1963: Die Verachtung (Le Mépris)
- 1964: Die Frauen sind an allem schuld (Les plus belles escroqueries du monde) – Episodenfilm, Episode: Le grand escroc (aus der endgültigen Fassung des Films herausgeschnitten)
- 1964: Die Außenseiterbande (Bande à part)
- 1964: Paris gesehen von… (Paris vu par…) – Episodenfilm, Episode: Montparnasse et Levallois
- 1964: Eine verheiratete Frau (Une femme mariée)
- 1965: Lemmy Caution gegen Alpha 60 (Alphaville, une étrange aventure de Lemmy Caution)
- 1965: Elf Uhr nachts (Pierrot le fou)
- 1966: Masculin – Feminin oder: Die Kinder von Marx und Coca-Cola (Masculin – féminin: 15 faits précis)
- 1966: Made in U.S.A.
- 1967: Zwei oder drei Dinge, die ich von ihr weiß (Deux ou trois choses que je sais d’elle)
- 1967: Das älteste Gewerbe der Welt (Le plus vieux métier du monde) – Episodenfilm, Episode: Antizipation – Ein Wochenende auf der Erde im Jahr 2000
- 1967: Die Chinesin (La Chinoise)
- 1967: Weekend
- 1968: Liebe und Zorn (Amore e rabbia) – Episodenfilm, Episode: L'amour
- 1968: Die fröhliche Wissenschaft (Le Gai Savoir)
- 1968: Eins plus Eins (One plus One/Sympathy for the Devil), zu Sympathy for the Devil von The Rolling Stones
- 1968: Ein Film wie die anderen (Un film comme les autres)
- 1969: Ostwind (Le vent de l’est) Regie: „Groupe Dziga Vertov“
- 1971: Wladimir und Rosa (Vladimir et Rosa) Regie: „Groupe Dziga Vertov“
- 1972: Alles in Butter (Tout va bien) gemeinsam mit Jean-Pierre Gorin
- 1972: Letter to Jane gemeinsam mit Jean-Pierre Gorin
- 1974: Hier und anderswo (Ici et ailleurs) gemeinsam mit Jean-Pierre Gorin und Anne-Marie Miéville
- 1975: Numéro 2
- 1976: Six fois deux gemeinsam mit Anne-Marie Miéville
- 1978: Comment ça va?
- 1979: France tour détour deux enfants gemeinsam mit Anne-Marie Miéville
- 1980: Rette sich, wer kann (das Leben) (Sauve qui peut [la vie])
- 1982: Passion
- 1983: Vorname Carmen (Prénom Carmen)
- 1985: Maria und Joseph (Je vous salue, Marie)
- 1985: Détective
- 1987: Aria – Episodenfilm, Episode: Armide
- 1987: King Lear
- 1987: Schütze deine Rechte (Soigne ta droite)
- 1988: Kraft des Wortes (Puissance de la parole)
- 1990: Nouvelle Vague
- 1991: Deutschland Neu(n) Null (Allemagne 90 neuf zéro)
- 1993: Weh mir (Hélas pour moi)
- 1993: Je vous salue, Sarajevo
- 1994: JLG/JLG – Godard über Godard (JLG/JLG, autoportrait de décembre)
- 1996: Forever Mozart
- 1998: Geschichte(n) des Kinos (Histoire(s) du cinéma)
- 2000: De l’origine du XXIe siècle – Kurzfilm
- 2001: Auf die Liebe (Éloge de l’amour)[31][32]
- 2002: Ten Minutes Older: The Cello – Episodenfilm, Episode: Dans le noir du temps
- 2004: Notre musique
- 2010: Film Socialisme
- 2013: 3x3D – Episodenfilm, Episode: Les trois désastres
- 2014: Adieu au langage
- 2018: Bildbuch (Le Livre d’image)

### Als Darsteller (Auswahl)
- 1961: Paris gehört uns (Paris nous appartient)
- 1962: Mittwoch zwischen 5 und 7 (Cléo de 5 à 7)
- 1982: Chambre 666 (Regie: Wim Wenders)
- 1997: Nous sommes tous encore ici (Regie: Anne-Marie Miéville)

## Schriften
- Jean-Luc Godard: Liebe Arbeit Kino. Rette sich wer kann (das Leben). Merve Verlag, Berlin 1981, ISBN 978-3-88396-019-7.
- Jean-Luc Godard: Einführung in eine wahre Geschichte des Kinos (orig. Introduction à une véritable histoire du cinéma; aus dem Französischen übersetzt von Frieda Grafe und Enno Patalas). Carl Hanser Verlag, München Wien 1981, ISBN 3-446-13282-1.
- Alain Bergala (Hrsg.): Jean-Luc Godard par Jean-Luc Godard. Tome 1: 1950–1984. Cahiers du cinéma, Paris 1985, ISBN 2-86642-029-2. Tome 2: 1984–1998. Cahiers du cinéma, Paris 1998, ISBN 2-86642-198-1.
- Astrid Johanna Ofner (Hrsg.): Jean-Luc Godard: eine Textauswahl; Retrospektive der Viennale 1998 in Zusammenarbeit mit dem Österreichischen Filmmuseum, 1. bis 31. Oktober 1998. Viennale, Vienna International Film Festival, Wien 1998, ISBN 3-901770-04-6.
- Jean-Luc Godard: Das Gesagte kommt vom Gesehenen. Drei Gespräche 2000/01, Gachnang & Springer, Bern/Berlin 2002, ISBN 978-3-906127-63-7.
- Jean-Luc Godard (zusammen mit Youssef Ishaghpour): Archäologie des Kinos – Gedächtnis des Jahrhunderts. diaphanes, Zürich/Berlin 2008, ISBN 978-3-03734-026-4.
- Jean-Luc Godard: Film Socialisme. Dialoge mit Autorengesichtern. Diaphanes, Zürich 2011, ISBN 978-3-03734-159-9.
- Jean-Luc Godard: JLG/JLG Selbstporträt im Dezember (orig. JLG/JLG Phrases; aus dem Französischen übersetzt von Thomas Laugstien). Diaphanes, Zürich-Berlin 2014, ISBN 978-3-03734-330-2.

## Auszeichnungen(Auswahl)
Jean-Vigo-Preis
- 1960: Bester Film für Außer Atem

Internationale Filmfestspiele Berlin
- 1960: Silberner Bär in der Kategorie Beste Regie für Außer Atem
- 1965: Goldener Bär für Alphaville

Internationale Filmfestspiele von Venedig
- 1967: Spezialpreis der Jury für Die Chinesin
- 1982: Goldener Löwe – Ehrenpreis
- 1983: Goldener Löwe für Vorname Carmen

Louis-Delluc-Preis
- 1987: Bester Film für Schütze deine Rechte

César
- 1987: Ehrenpreis
- 1998: Ehrenpreis für die Histoire(s) du cinéma-Serie

National Society of Film Critics Award
- 1991: Spezielle Erwähnung

Montréal World Film Festival
- 1995: Grand Prix Special des Amériques

New York Film Critics Circle Award
- 1995: Spezialpreis

Stadt Frankfurt am Main
- 1995: Theodor-W.-Adorno-Preis

Internationales Filmfestival von Locarno
- 1995: Ehrenpreis

Stockholm International Film Festival
- 2001: Preis für das Lebenswerk

Festival Internacional de Cine de Donostia-San Sebastián
- 2004: Grand Prix de la FIPRESCI für Notre musique (Film des Jahres)

Europäischer Filmpreis
- 2007: Preis für das Lebenswerk[33]

Oscar
- 2010: Ehrenoscar für sein Lebenswerk

Schweizer Grand Prix Design
- 2010

Internationale Filmfestspiele von Cannes
- 2014: Preis der Jury für Adieu au langage (zu gleichen Teilen mit Xavier Dolan, der den Preis für Mommy erhielt)
- 2018: Palme d’Or Spécial (erstmals verliehen) für Le livre d’image

Schweizer Filmpreis
- 2015: Ehrenpreis überreicht durch Bundesrat Alain Berset[34]

Fédération Internationale des Archives du Film
- 2019: FIAF Award[35]

### Biographie
- Antoine de Baecque: Godard. biographie. édition définitive. Grasset, Paris 2023.

### Übersichten und Einführungen
- Peter W. Jansen, Wolfram Schütte (Herausgeber): Jean-Luc Godard (= Reihe Film. Band 19). Hanser, München/Wien 1979, ISBN 3-446-12696-1, mit Beiträgen von François Albera, Yaak Karsunke, Wilfried Reichart u. a.
- Bernd Kiefer: [Artikel] Jean-Luc Godard. In: Thomas Koebner (Hrsg.): Filmregisseure. Biographien, Werkbeschreibungen, Filmographien. 3., aktualisierte und erweiterte Auflage. Reclam, Stuttgart 2008 [1. Aufl.1999], ISBN 978-3-15-010662-4, S. 277–286 [mit Literaturhinweisen].
- Bert Rebhandl: Jean-Luc Godard: Der permanente Revolutionär. Biografie, Paul-Zsolnay-Verlag, Wien 2020, ISBN 978-3-552-07209-1
- Andreas Hamburger, Gerhard Schneider, Peter Bär, Timo Storck, Karin Nitzschmann (Hrsg.): Jean-Luc Godard. Denkende Bilder. Psychosozial-Verlag, Gießen 2020, ISBN 978-3-8379-3011-5.

### Studien zu Einzelaspekten
- Emilie Bickerton: Eine kurze Geschichte der Cahiers du cinéma. Diaphanes, Zürich 2010, ISBN 978-3-03734-126-1.
  - Englische Ausgabe: A short history of Cahiers du cinema. Verso, London u. a. 2009, ISBN 978-1-84467-232-5.
- Elisabeth Büttner: Projektion. Montage. Politik. Die Praxis der Ideen von Jean-Luc Godard (Ici et ailleurs) und Gilles Deleuze (Cinéma 2, L’image-temps). Synema, Wien 1999, ISBN 3-901644-04-0.
- Anne Marie Freybourg: Film und Autor: eine Analyse des Autorenkinos von Jean-Luc Godard und Rainer Werner Fassbinder. Hamburg 1993. Zugl. Diss. phil. Universität Hamburg
- Thomas Gagalick: Kontinuität und Diskontinuität im Film – Die frühen Filme Jean-Luc Godards. MAKS Publikationen, Münster 1988, ISBN 3-88811-534-5.
- Frieda Grafe: Die Klippschule der Nation – Godards Videoarbeiten fürs Fernsehen. Erstveröffentlichung in: Süddeutsche Zeitung vom 26./27. Januar 1980; in: Schriften, 3. Band. Verlag Brinkmann & Bose, Berlin 2003, ISBN 3-922660-82-7, S. 98–105. – Im selben Band, S. 148–160: Wessen Geschichte – Jean-Luc Godard zwischen den Medien. Erstveröffentlichung in: documenta documents 2. Cantz Verlag, Ostfildern-Ruit 1996. – Sowie, S. 165–167: Kleiner Godard ganz groß – Lobrede zum 70. Geburtstag. Erstveröffentlichung in: Süddeutsche Zeitung vom 2./3. Dezember 2000.
- Joachim Paech: Passion oder die Einbildungen des Jean-Luc Godard. Deutsches Filmmuseum, Frankfurt am Main 1989.
- Volker Pantenburg: Film als Theorie: Bildforschung bei Harun Farocki und Jean-Luc Godard. Transcript, Bielefeld 2006, ISBN 3-89942-440-9.
- Caroline Prassel: Die Gestaltung des künstlerischen Kaleidoskops: zur Filmästhetik von Jean-Luc Godard. Dissertation, Frankfurt am Main 1996, ISBN 3-8267-2323-6.
- Harald Schleicher: Film-Reflexionen: autothematische Filme von Wim Wenders, Jean-Luc Godard und Federico Fellini. Niemeyer, Tübingen 1991, ISBN 3-484-34032-0.
- Jürg Stenzl: Jean-Luc Godard – musicien. Die Musik in den Filmen von Jean-Luc Godard. edition text + kritik im Richard Boorberg Verlag, München 2010, ISBN 978-3-86916-097-9.
- Klaus Theweleit: One + One. Rede für Jean-Luc Godard. Brinkmann & Bose, Berlin 1995.
- Klaus Theweleit: Deutschlandfilme. Godard. Hitchcock. Pasolini. Filmdenken & Gewalt. Stroemfeld, Frankfurt am Main 2003, ISBN 3-87877-827-9.
- Ursula Vossen: Deutschland gesehen von …, Alemania desde la perspectiva de … Roberto Rossellini, Alain Resnais, Jean-Luc Godard. Drei europäische Filmregisseure und ihr Blick von außen auf die deutsche Wirklichkeit. Goethe-Institut, München 2000.
- Tanja Zimmermann: Ein Kriegsfoto aus Bosnien. Beglaubigungen und Verweigerungen durch Ron Haviv, Susan Sontag und Jean-Luc Godard. In: Zwischen Apokalypse und Alltag. Kriegsnarrative des 20. und 21. Jahrhunderts. Hrsg. von Natalia Borissova, Susi K. Frank, Andreas Kraft. Transkript, Bielefeld 2009, ISBN 978-3-8376-1045-1, S. 237–262.

### Filme über Godard
- Godard trifft Truffaut (Originaltitel: Deux de la Vague). Drehbuch: Antoine de Baecque, Regie: Emmanuel Laurent. Frankreich 2010.
- Godard mon amour (Originaltitel: Le redoutable). Drehbuch und Regie: Michel Hazanavicius. Frankreich 2017. Mit Louis Garrel als Godard.
- Jean-Luc Godard – Kino ohne Kompromisse. Dokumentarfilm, Frankreich, 2022, 100 Min., Regie: Cyril Leuthy, ARTE.
- Nouvelle Vague. Spielfilm, Frankreich 2025, mit Guillaume Marbeck als Godard, inszeniert von Richard Linklater.